# Simulium arctium
Simulium arctium är en tvåvingeart som först beskrevs av Rubtsov 1956.  Simulium arctium ingår i släktet Simulium och familjen knott. Inga underarter finns listade i Catalogue of Life.